# フィリップ・ロセター

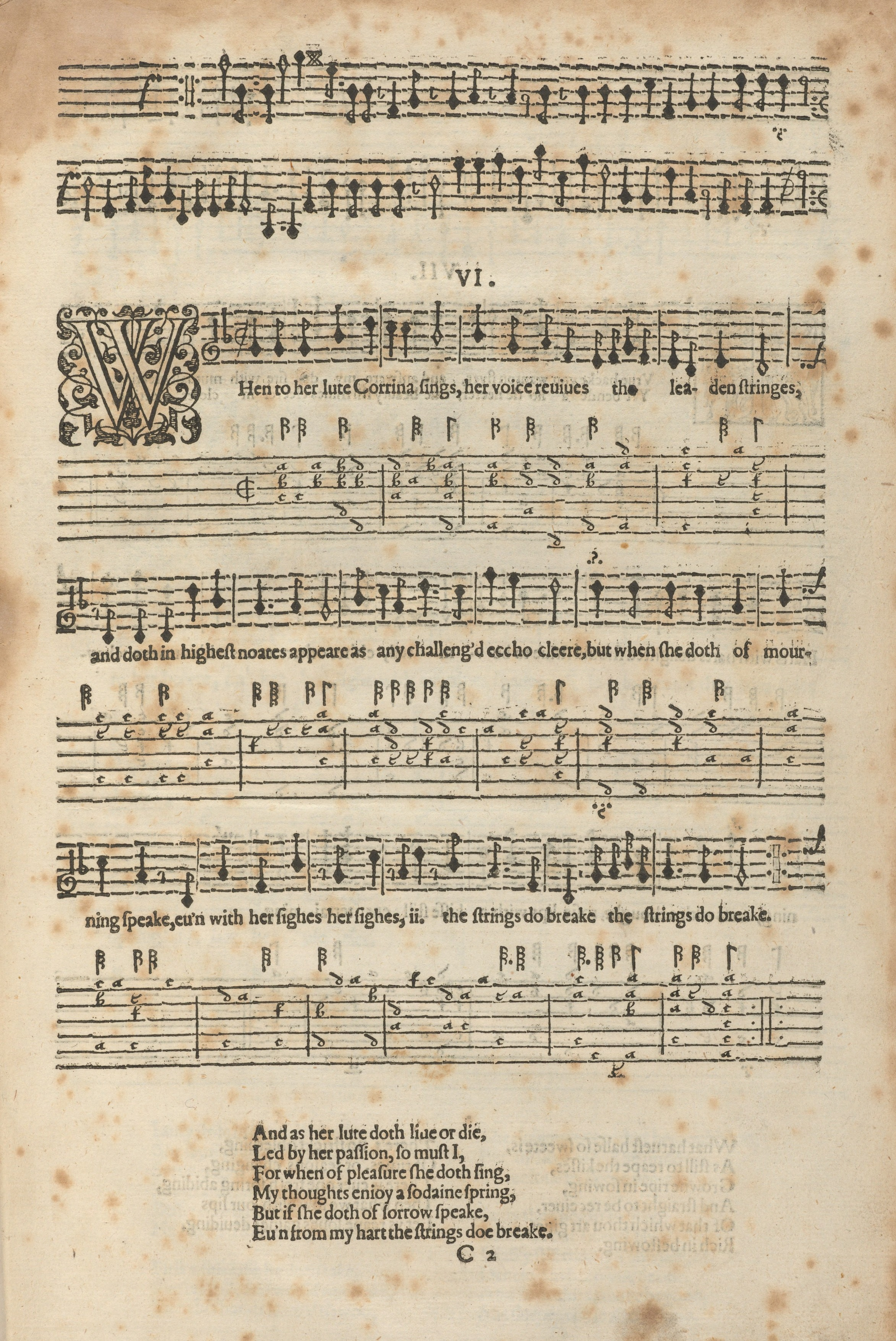
A Book of Ayres, 1601

フィリップ・ロセター（Philip Rosseter, 1567年または1568年 - 1623年5月5日）はイングランドの音楽家・劇場支配人。1603年から没年まで、ジェームズ1世の宮廷リュート奏者を務めた。ロセターの最も有名な曲集『エア集 A Book of Aires 』は、トマス・カンピオンとの共作である。文学評論家の中には、カンピオンがロセターの歌曲のために詩作をしたと見なす者もいるようだが、どうやらこれは見当違いらしい。とはいえ、カンピオンが曲集に序文を寄せたということはありそうだ。そこには、過度のマドリガリズムや複雑な対位法への非難が記されているからである。
ロセターのリュート歌曲は、一般的に短く、ホモフォニックで、ごく短い反復があり、テクストの音楽化に慎重で、それでいて音楽的な発想力に富んでいる。ロセターの次の曲集は、バンドーラ、シターン、リュート、フルート、いくつかのヴァイオルからなるブロークン・コンソートのための《コンソートのレッスン Lessons for Consort 》（1609年）であり、これは自作や他人の作品の編曲も含んでいる。
ロセターは劇場人としては、やや波瀾万丈の、おおむね失敗続きの生涯を送ったらしい。1609年にロバート・カイザーとともに少年劇団の経営に乗り出すが、とどのつまりは両者が認可状をめぐって揉めた末に、1617年に劇団の解散に追い込まれたのである。